# Rängs socken
Rängs socken i Skåne ingick i Skytts härad och är sedan 1974 en del av Vellinge kommun inom kommundelen Räng och från 2016 inom Rängs distrikt.
Socknens areal är 19,05 kvadratkilometer varav 19,01 land. År 1994 fanns här 5 873 invånare.  Huvuddelen av tätorten Höllviken med det tidigare fiskeläget Kämpinge, huvuddelen av tätorten Ljunghusen, tätorten Rängs sand samt kyrkbyn Räng med sockenkyrkan Rängs kyrka ligger i socknen. 

## Administrativ historik
Socknen har medeltida ursprung. På begäran av Kung Kristian IV av Danmark införlivades Kämpinge socken, detta utifrån ett brev från kungen daterat 5 november 1632.
Vid kommunreformen 1862 övergick socknens ansvar för de kyrkliga frågorna till Rängs församling och för de borgerliga frågorna bildades Rängs landskommun. Landskommunen utökades 1952 och uppgick 1974 i Vellinge kommun. Församlingen införlivade Håslövs församling 1997 och uppgick 2002 i Höllvikens församling.
1 januari 2016 inrättades distriktet Räng, med samma omfattning som Rängs församling hade 1999/2000 och fick 1997, och vari detta sockenområde ingår.
Socknen har tillhört län, fögderier, tingslag och domsagor enligt vad som beskrivs i artikeln Skytts härad. De indelta soldaterna tillhörde Södra skånska infanteriregementet, Skytts kompani och Skånska dragonregementet, Malmö skvadron, Haglösa kompani.

## Geografi
Rängs socken ligger söder om Malmö och väster om Trelleborg på östra delen av Falsterbonäset med Kämpingebukten, Östersjön i söder och Öresund i norr och kring Falsterbokanalen. Socknen är en odlad slättbygd på Söderslätt.

## Fornlämningar
Ett tiotal boplatser från stenåldern är funna. Från bronsåldern finns gravhögar. Ett fynd med en armring av guld från bronsåldern har påträffats.

## Namnet
Namnet skrevs i slutet av 1200-talet Rängeä och kommer från kyrkbyn. Namnet kan innehålla ränge, 'gles inhägnad'.